# Juillac-le-Coq
Juillac-le-Coq é uma comuna francesa na região administrativa da Nova Aquitânia, no departamento de Charente. Estende-se por uma área de 14,54 km². Em 2010 a comuna tinha 663 habitantes (densidade: 45,6 hab./km²).